# Gábor József (szőlész)
Nagyszegi Gábor József (Felsőbánya, 1830. – Felsőbánya, 1900. július 26.) tanár, szőlész, mezőgazdász, gyümölcsész.

## Életpályája
Franciaországi és németországi tanulmányai alatt ismerkedett meg a fejlett borkezeléssel és gyümölcstermesztéssel. Hazatérve 1869-től a gyümölcs és szőlő szaktanfolyam tanára volt Balatonfüreden. 1870-től működött a Balatonfüredi Szőlőműves Felsőnépiskola, ahol a borkezelés ismereteit is elsajátították. 1870–1889 között a Bihardiószegi Vincellérképezde igazgatójaként dolgozott.
Több híres szőlész tanítómestere volt. Nagy érdemei vannak a sodronyos szőlőművelés kidolgozása, a gyümölcsfák alakítása, valamint a gyümölcsaszalás korszerűbb módszereinek elterjesztése terén.

## Művei
- Utasítás a sodronyos szőlőmíveletekre (Budapest, 1876)
- Javaslat a kecskemétvidéki gazdasági egyletnek a kecskeméti szőlőskertekben teendő eljárásokról (Kecskemét, 1877)
- A gyümölcsaszalásról. A földm.-, ipar- és keresk.-miniszter megbizásából (Budapest, 1881)
- Szüretelési útmutatás (Debrecen, 1883)
- A sodronynak alkalmazása a szőlőmívelés és gyümölcstenyésztés körül (Budapest, 1884)

## Díjai
- Felsőbánya város díszpolgára
- a koronás arany érdemkereszt tulajdonosa